# Алібі
Áлібі (від лат. alibi — «в іншому місці») — доказ невинуватості підозрюваної у правопорушеннях особи, оскільки в момент правопорушення (скоєння злочину) вона перебувала в іншому місці. В переносному значенні — наявність беззаперечних доказів непричетності до певних протизаконних дій.
Алібі можна довести за допомогою:
- документів,
- показань свідків,
- відеозапису тощо.

Презумпція невинуватості особи, звинуваченої у вчиненні злочину, зобов'язує органи досудові слідства зібрати відповідні докази для спростування. У протилежному випадку кримінальна справа, порушена проти неї, закривається, а суд виносить виправдувальний вирок.